# Kolyvan

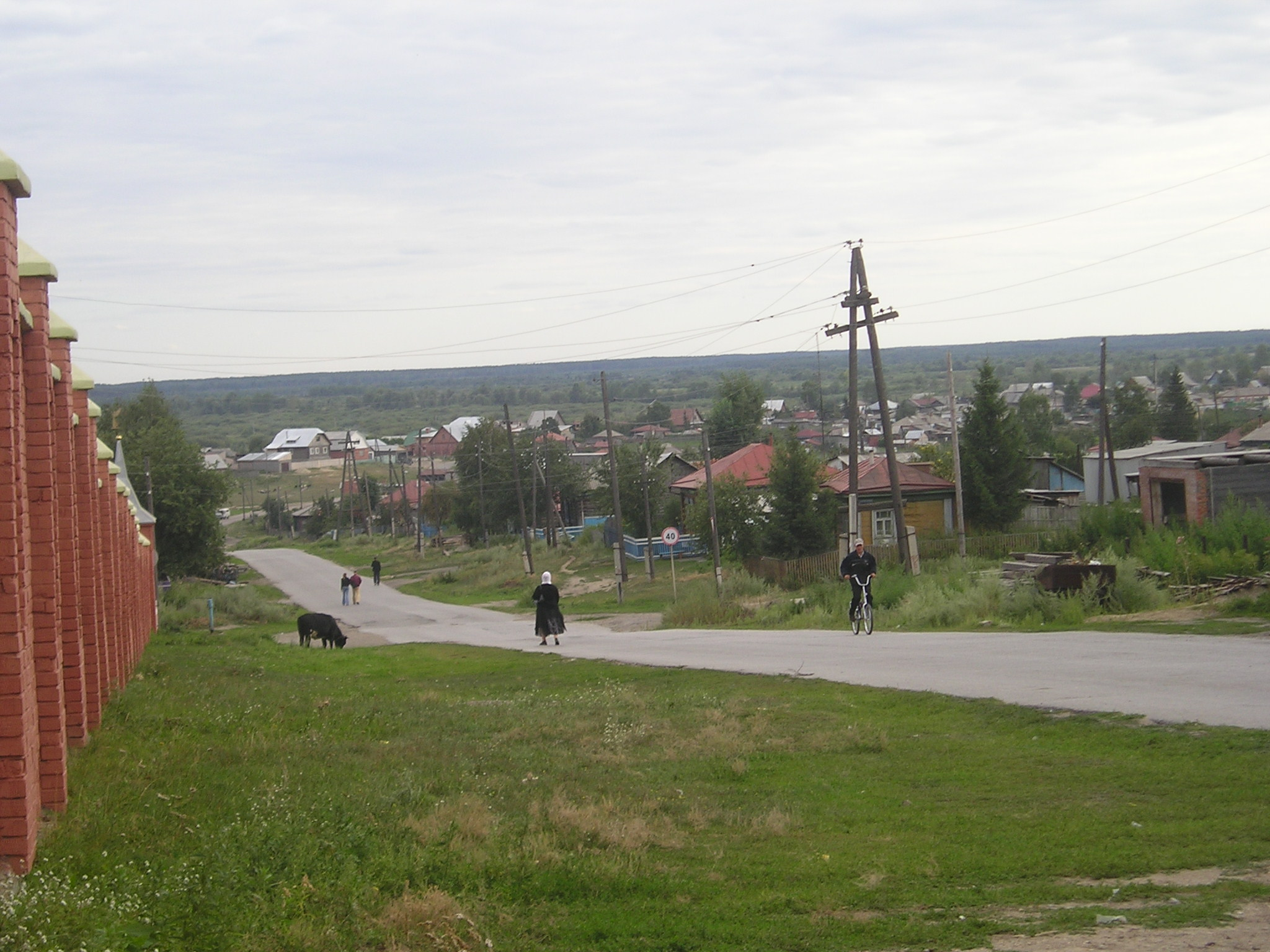
Väg i Kolyvan.

Kolyvan (ryska Колыва́нь) är en ort i Novosibirsk oblast, vid Ob, 30 kilometer norr om Novosibirsk. Folkmängden uppgick till 12 460 invånare i början av 2015.
Kolyvan är främst känd för de rika omgivande silverfyndigheterna.
I Jules Vernes roman Tsarens kurir (1876) beskrivs Kolyvan som liggande på Obs högra (östra) sida, men i själva verket ligger staden på flodens vänstra (västra) sida.